# 횡단보도

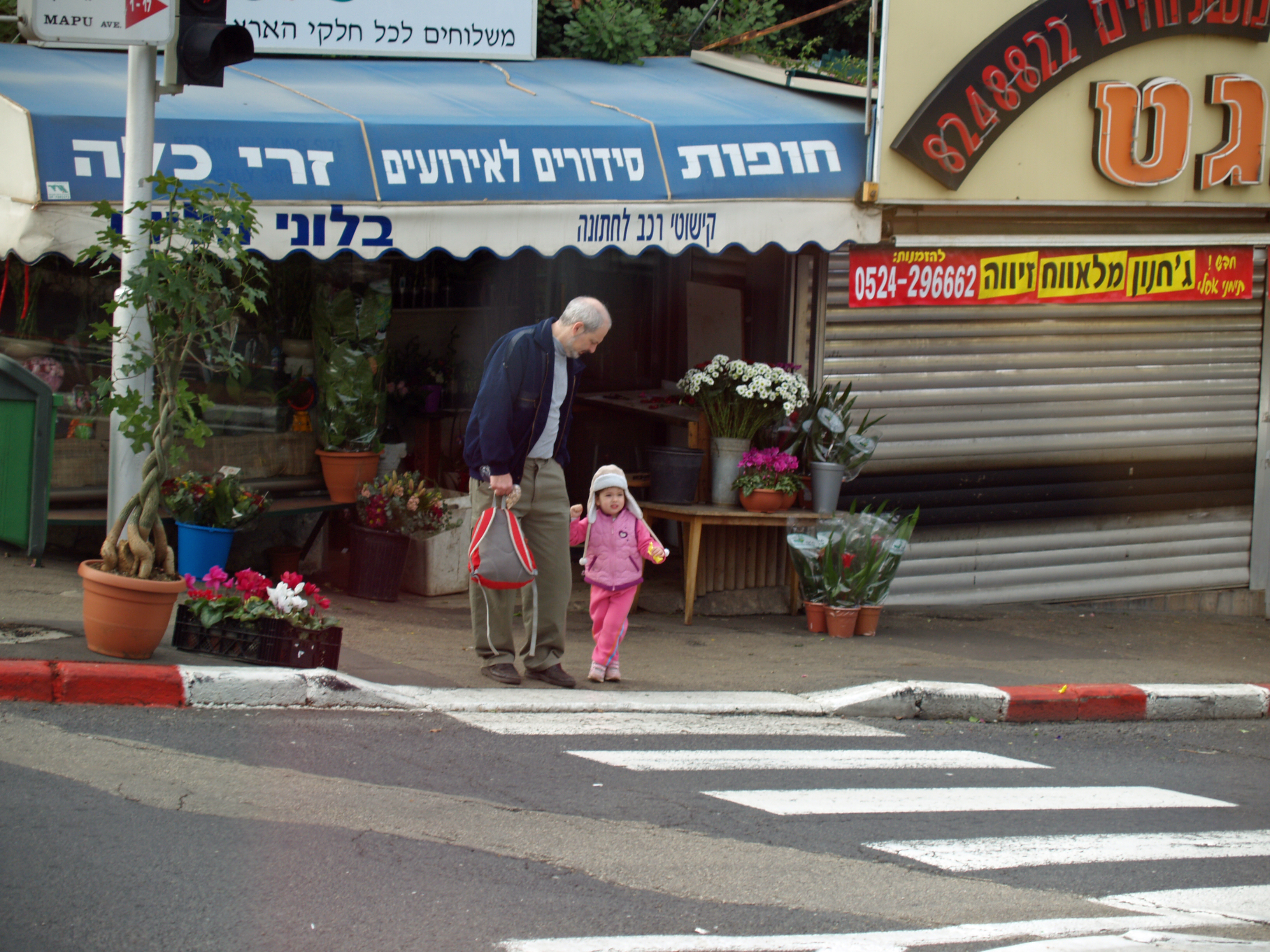
이스라엘에 있는 횡단보도

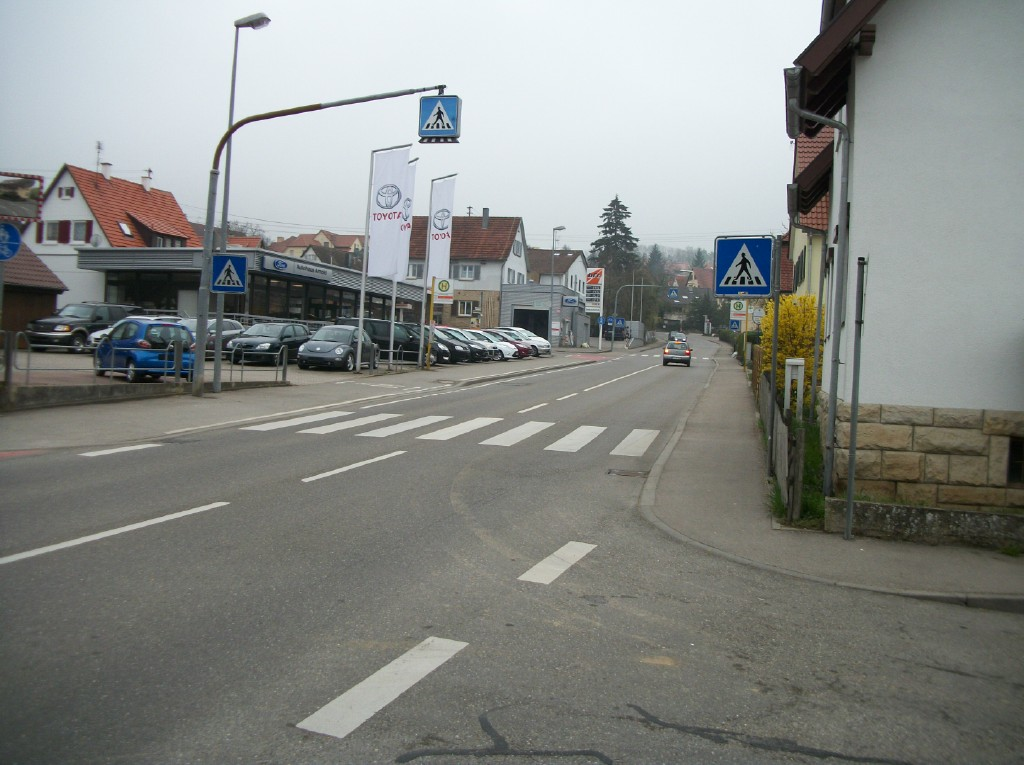
독일에 있는 횡단보도

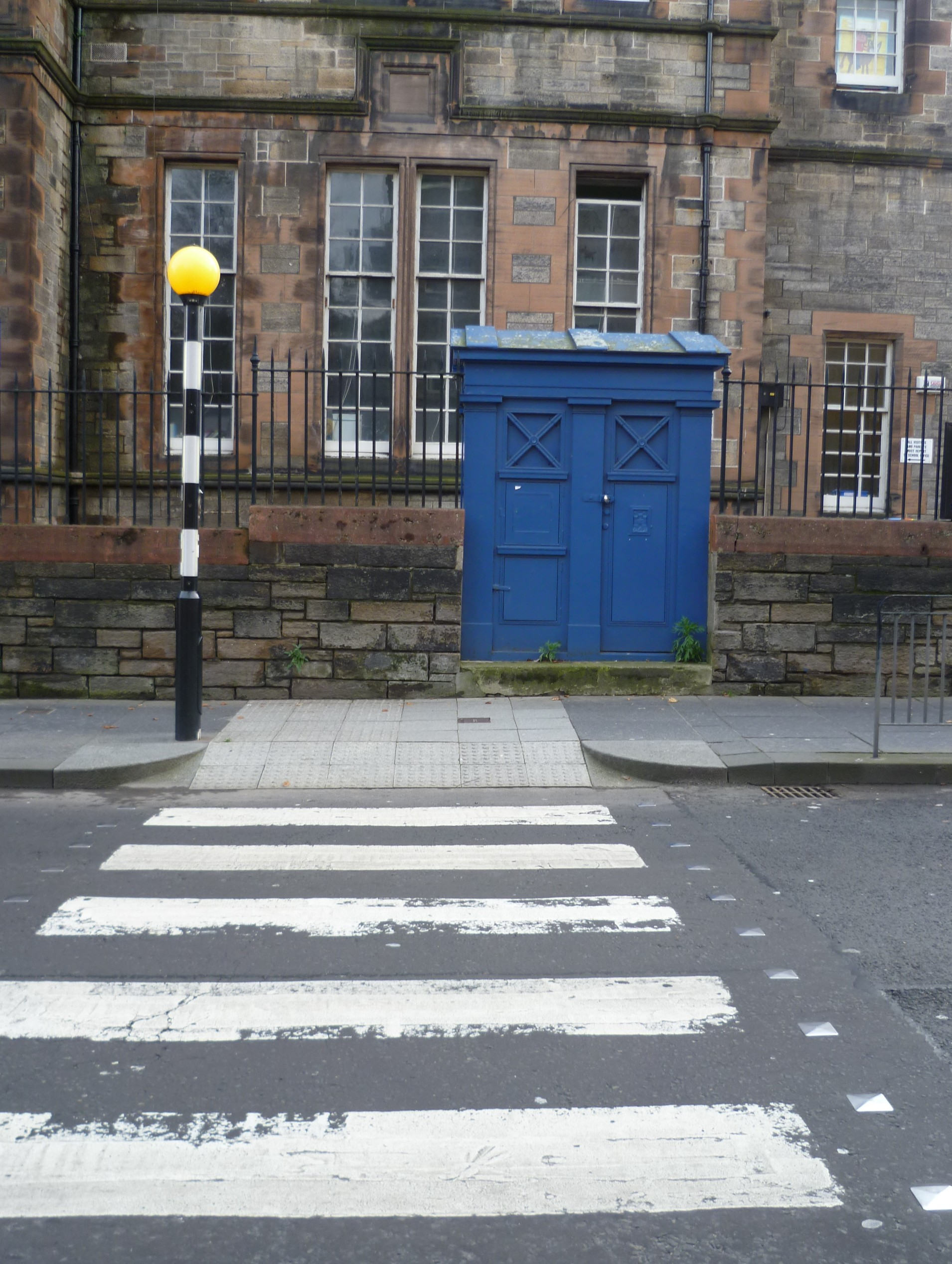
영국 스코틀랜드에 있는 얼룩말형 횡단보도

횡단보도(橫斷步道, 문화어: 건늠길, 영어: pedestrian crossing, crosswalk)는 보행자가 안전하게 횡단하도록 도로에 설치한 보행자 시설이다. 하얀 선을 도로와 수평으로 그어 놓은 것에 진입하기 전에 자동차 정지선이 있으며 일부에는 보행자 신호등이 있다. 보통 평면 교차로에 설치되며, 인구의 통행량이 많을 것이라고 판단되는 도로 한 가운데에 설치해 놓기도 한다.

## 역사
횡단보도는 2000년 전 또는 그 이전에 이미 존재했으며 이는 폼페이의 붕괴에서 볼 수 있다. 블록 간의 공간은 말이 끄는 짐수레들이 도로를 따라 지나갈 수 있게 하였다.
최초의 횡단보도 신호등은 1868년 12월 런던 웨스트민스터의 브리지 스트리트에서 세워졌다.

## 지역별 현황

### 대한민국
대한민국에서는 횡단보도 인근 도로의 차로선을 지그재그 모양으로 설치하도록 정해져 있다. 지하도나 육교의 대체 수단이 있으나, 육교는 현재 보행자 불편과 안전상의 이유로 철거되고 있다.

### 일본
일본에서는 도쿄도를 중심으로 하여, 길거리에 대각선 횡단보도(X자형 횡단보도)가 존재하기도 한다.

### 중국
중국은 한국과 같은 횡단보도의 구조로 이루어져 있다.

## 같이 보기
- 신호등
- 대각선 횡단보도